# Attitude (musikalbum)
Attitude är det femte fullängds studioalbumet av det norska black metal-bandet Susperia. Albumet utgavs 2009 av skivbolaget Candlelight Records.

## Låtförteckning
1. "The Urge" – 3:58
2. "Live My Dreams" – 3:30
3. "Attitude" – 3:41
4. "Elegy and Suffering" – 3:58
5. "Sick Bastard" – 4:06
6. "Another Turn" – 3:23
7. "Mr. Stranger" – 4:43
8. "Character Flaw" – 4:28
9. "The One After All" – 5:05

- Text och musik: Susperia

## Medverkande
Musiker (Susperia-medlemmar)
- Athera (Pål Mathiesen) – sång
- Cyrus (Terje Andersen) – sologitarr, rytmgitarr
- Elvorn (Christian Hagen) – rytmgitarr
- Memnock (Håkon Didriksen) – basgitarr
- Tjodalv (Ian Kenneth Åkesson) – trummor

Bidragande musiker
- Chuck Billy – sång (spår 2)
- Shagrath (Stian Tomt Thoresen) – sång (spår 5)

Produktion
- Susperia – producent
- Marius Strand – producent, ljudtekniker
- Cyrus – ljudtekniker
- Fredrik Nordström – ljudmix
- Henrik Udd – ljudmix
- Tim Turan – mastering
- Rune Tyvold – omslagsdesign
- Kjell Ivar Lund – design, foto
- Roar Hoch-Nielsen – omslagskonst